# MacBook
MacBook（マックブック）は、Appleが開発・販売していたノートパソコンである。

## 概要
PowerPC搭載のノートパソコンiBookの後継、上位シリーズ「MacBook Pro」に対する廉価版と位置付けられ、デスクトップの「iMac」とともに、一般消費者向けモデルとしてAppleの主軸商品であったが、2011年7月20日、Apple Store オンラインでの取り扱いを一旦は終了した。
2015年3月9日、12インチRetinaディスプレイMacBookが、最も薄く軽いノートブックの新シリーズとして発表された。
2019年7月9日にMacBook AirとMacBook Proがアップデートされたことに伴って、MacBookの販売を終了した。

## 歴史
- 2006年
  - 5月16日 - MacBook発表。CPUはIntel Core Duoであった。
  - 11月9日 - Intel Core 2 Duoを搭載したMacBookが発表された。
- 2007年
  - 5月15日 - 2.0GHzと2.16GHzのMacBookが発表され、下位モデルでも1GBのメモリ搭載、50gの軽量化、無線LAN規格であるIEEE 802.11nのDraftに対応した。
  - 11月1日 - Mac OS X v10.5 Leopard搭載、Intel GM965 Express[2]を採用したFSB 800MHzのMacBookが発表された。メモリは最大で4GB搭載可能。Intel GMA X3100採用により最大144MB（メインメモリと共有）がVRAMとして使用可能になった。
- 2008年
  - 2月26日 - CPUをPenryn世代のCore 2 Duoに変更したMacBookが発表され、即日発売された。このモデルからApple Remoteコントローラは付属せず、オプション扱いとなった。バッテリ持続時間の指標が変更され、最大稼働時間ではなく、ワイヤレス環境（モニタを50%の輝度でAirMacを利用した場合）の記載となった[3]。このモデルは、歴代のAppleで最も売れたパソコンという[4]。
  - 10月15日 - 薄型化と軽量化を計った新型MacBookが発表された。高精度アルミニウムユニボティ採用、液晶ディスプレイはLEDバックライトで表面はガラス製に変更され、ガラス製マルチタッチトラックパッドは全体がボタンとなった。上位機種のキーボードにはバックライトを搭載した。NVIDIA GeForce 9400M[5]システムコントローラを搭載しグラフィック性能が大幅に向上、256MB（メインメモリと共有）がVRAMとして使用可能になった（FSB 1066MHz、DDR3メモリを採用）。FireWire 400ポートが削除された為にターゲットディスクモード[6]も廃止された。発売当初の搭載OSはMac OS X v10.5.5 build 9F2088[7]、バッテリの駆動時間は5時間である。
- 2009年
  - 1月21日 - NVIDIA GeForce 9400Mを採用し、FireWire 400を搭載したMacBook(White 2009)が発表された。
  - 6月9日 - 高精度アルミニウムユニボディMacBookをFireWire 800ポートを追加したMacBook Proに昇格し、ポリカーボネートボディのみに再び一本化された。
  - 10月21日 - モデルチェンジ。130gの軽量化、ポリカーボネートユニボディ（底面は全面ラバー）、ガラス製マルチタッチトラックパッドを採用し、LEDバックライト液晶ディスプレイを搭載した。バッテリは一体型で駆動時間は7時間に向上している。これまでのMacBook Whiteから一回り大きくなり、FireWireポート（ターゲットディスクモード）が削られているので、注意が必要である。この機種からApple Remoteに対応しなくなった。
- 2010年5月18日 - モデルチェンジ。CPUが2.40GHzとなり、GPUはGeForce 320Mへと強化された。バッテリは一体型で駆動時間は10時間に向上している。このモデルからマルチタッチトラックパッドは慣性スクロール対応となったが、以前のモデルでもソフトウェアアップデートにより使用可能になった。
- 2011年7月20日 - Mac OS X Lion、新MacBook Air、新Mac mini、Apple Thunderbolt Displayの発表とともに、Apple Store オンラインでの取り扱いを一旦終了した。
- 2015年3月9日 - 12インチRetinaディスプレイでIntel Core Mプロセッサを搭載し、3色（スペースグレー・シルバー・ゴールド）のカラーバリエーションをもちApple製品として初となるUSB Type-C（USB3.1 gen1）を搭載させた新型MacBookが発表され、同年4月10日から販売が開始された。Macのノート型製品で最もフットプリントの小さい製品である。初めて内蔵SSDが基盤にハンダ付けされた仕様となり、標準でNVMe対応。以降のMacBookシリーズの指標となる。CPUファン、ケースファンなどがついていないため完全に無音であるが、CPUが熱くなるとクロックを落とすことに加え、2010年までのモデルで搭載していた外部GPUを持たないため、動画のエンコードのような長時間高負荷のかかる作業をすると、急激に処理性能が落ちる。
- 2016年
  - 4月19日 - ローズゴールドのカラーバリエーションを追加した。CPU(Core M skylake) 、SSDのスピード向上、内蔵バッテリーの容量増加を行った。また、内蔵グラフィックチップも2010年当時のGPUの性能を凌駕した。この結果、2010年までのモデルと同等の10時間連続駆動が可能になった。
  - 10月28日 - MacBook Air 11インチモデルの販売が終了したことで、現行のMacで一番画面サイズの小さなモデルになった。
- 2017年6月5日 - WWDC2017にて、CPU(Kaby Lake)と第2世代バタフライ構造キーボードを搭載したモデルが発表された。
- 2019年7月9日 - MacBook AirとMacBook Proのアップデートとともに、販売を終了。

## スペック一覧
|  | 製造終了 |  | 現行モデル |

### オリジナル ポリカーボネートモデル
| 構成                     | Intel Core Duo | Intel Core 2 Duo | Intel Core 2 Duo | Intel Core 2 Duo | Intel Core 2 Duo |
| モデル                   | Early 2006 | Late 2006 | Mid 2007 | Late 2007 | Early 2008 |
| ------------------------ | --- | --- | --- | --- | --- |
| 発売日                   | 2006年5月16日 | 2006年11月8日 | 2007年5月15日 | 2007年11月1日 | 2008年2月26日 |
| 機種ID                   | MacBook1,1 | MacBook2,1 | MacBook2,1 | MacBook3,1 | MacBook4,1 |
| ディスプレイ             | 13.3インチ 光沢ワイドスクリーン, 1280 x 800ピクセル(WXGA, アスペクト比16:10), 262,144色(6ビットカラー), CCFLバックライト | 13.3インチ 光沢ワイドスクリーン, 1280 x 800ピクセル(WXGA, アスペクト比16:10), 262,144色(6ビットカラー), CCFLバックライト | 13.3インチ 光沢ワイドスクリーン, 1280 x 800ピクセル(WXGA, アスペクト比16:10), 262,144色(6ビットカラー), CCFLバックライト | 13.3インチ 光沢ワイドスクリーン, 1280 x 800ピクセル(WXGA, アスペクト比16:10), 262,144色(6ビットカラー), CCFLバックライト | 13.3インチ 光沢ワイドスクリーン, 1280 x 800ピクセル(WXGA, アスペクト比16:10), 262,144色(6ビットカラー), CCFLバックライト |
| システムバス             | 667 MHz | 667 MHz | 667 MHz | 800 MHz | 800 MHz |
| プロセッサ               | 1.83 GHz or 2.0 GHz Intel Core Duo (T2400/T2500)                                                                         | 1.83 GHz or 2.0 GHz Intel Core 2 Duo (T5600/T7200)                                                                       | 2.0 GHz or 2.16 GHz Intel Core 2 Duo (T7200/T7400)                                                                       | 2.0 GHz or 2.2 GHz Intel Core 2 Duo (T7300/T7500)                                                                        | 2.1 GHz or 2.4 GHz Intel Core 2 Duo (T8100/T8300)                                                                        |
| プロセッサ               | Yonah | Merom | Merom | Merom | Penryn |
| メモリ メモリスロット2基 | 512 MB (256 MBx2) 667 MHz PC2-5300 最大:2 GB                                                                             | 512 MB (256 MBx2) or 1 GB (512 MBx2) 667 MHz PC2-5300 最大:2 GB5                                                         | 1 GB (512 MBx2) 667 MHz PC2-5300 最大:2 GB5                                                                              | 1 GB (512 MBx2) or 2 GB (1 GBx2) 667 MHz PC2-5300 最大:4 GB                                                              | 1 GB (512 MBx2) or 2 GB (1 GBx2) 667 MHz PC2-5300 最大:4 GB                                                              |
| GPU メインメモリと共用   | Intel GMA 950 64 MB RAM 共用 (up to 224 MB in Windows through Boot Camp).                                                | Intel GMA 950 64 MB RAM 共用 (up to 224 MB in Windows through Boot Camp).                                                | Intel GMA 950 64 MB RAM 共用 (up to 224 MB in Windows through Boot Camp).                                                | Intel GMA X3100 144 MB RAM 共用                                                                                          | Intel GMA X3100 144 MB RAM 共用                                                                                          |
| ハードディスク           | 60 GB or 80 GB Optional 100 GB or 120 GB                                                                                 | 60 GB, 80 GB or 120 GB Optional 160 GB or 200 GB                                                                         | 80 GB, 120 GB or 160 GB Optional 200 GB                                                                                  | 80 GB, 120 GB or 160 GB Optional 250 GB                                                                                  | 120 GB, 160 GB, or 250 GB                                                                                                |
| AirMac                   | Integrated 802.11a/b/g                                                                                                   | Integrated 802.11a/b/g and draft-n (n disabled by default)1                                                              | Integrated 802.11a/b/g and draft-n (n enabled)                                                                           | Integrated 802.11a/b/g and draft-n (n enabled)                                                                           | Integrated 802.11a/b/g and draft-n (n enabled)                                                                           |
| コンボドライブ           | DVD 8倍速読込、CD-R 24倍速記録、CD-RW 10倍速記録                                                                         | DVD 8倍速読込、CD-R 24倍速記録、CD-RW 16倍速記録                                                                         | DVD 8倍速読込、CD-R 24倍速記録、CD-RW 16倍速記録                                                                         | DVD 8倍速読込、CD-R 24倍速記録、CD-RW 16倍速記録                                                                         | DVD 8倍速読込、CD-R 24倍速記録、CD-RW 16倍速記録                                                                         |
| スーパードライブ         | DVD+R DL 8倍速読込、DVD±R & RW 4倍速記録、CD-R 24倍速記録、CD-RW 10倍速記録                                              | DVD+R DL 2.4倍速記録、DVD±R 6倍速読込、DVD±RW 4倍速記録、CD-R 24倍速記録、CD-RW 10倍速記録                               | DVD+R DL 4倍速記録、DVD±R 8倍速読込、DVD±RW 4倍速記録、CD-R 24倍速記録、CD-RW 10倍速記録                                 | DVD+R DL 4倍速記録、DVD±R 8倍速読込、DVD±RW 4倍速記録、CD-R 24倍速記録、CD-RW 10倍速記録                                 | DVD+R DL 4倍速記録、DVD±R 8倍速読込、DVD±RW 4倍速記録、CD-R 24倍速記録、CD-RW 10倍速記録                                 |
| 付属 OS (Mac OS X)       | 10.4.6 | 10.4.8 | 10.4.9 or 10.4.10 | 10.5 | 10.5.2 or 10.5.4 |
| バッテリー               | 着脱式 55 Wh リチウムポリマー                                                                                            | 着脱式 55 Wh リチウムポリマー                                                                                            | 着脱式 55 Wh リチウムポリマー                                                                                            | 着脱式 55 Wh リチウムポリマー                                                                                            | 着脱式 55 Wh リチウムポリマー                                                                                            |
| 質量                     | 2.27 kg | 2.27 kg | 2.27 kg | 2.27 kg | 2.27 kg |
| 寸法                     | 2.75×32.5×22.7 cm | 2.75×32.5×22.7 cm | 2.75×32.5×22.7 cm | 2.75×32.5×22.7 cm | 2.75×32.5×22.7 cm |
| 筐体                     | ポリカーボネート (白色または黒色)                                                                                        | ポリカーボネート (白色または黒色)                                                                                        | ポリカーボネート (白色または黒色)                                                                                        | ポリカーボネート (白色または黒色)                                                                                        | ポリカーボネート (白色または黒色)                                                                                        |

### アルミユニボディ、オリジナル回帰、ポリカーボネートユニボディモデル
| 構成                     | Intel Core 2 Duo | Intel Core 2 Duo | Intel Core 2 Duo | Intel Core 2 Duo | Intel Core 2 Duo |
| モデル                   | Late 2008 | Early 2009 | Mid 2009 | Late 2009 | Mid 2010 |
| ------------------------ | --- | --- | --- | --- | --- |
| 発売日                   | 2008年8月14日 | 2009年1月21日 | 2009年5月27日 | 2009年9月20日 | 2010年5月18日 |
| 機種ID                   | MacBook5,1 | MacBook5,2 | MacBook5,2 | MacBook6,1 | MacBook7,1 |
| ディスプレイ             | 13.3インチ 光沢ワイドスクリーン, 1280 x 800ピクセル(WXGA, アスペクト比16:10), 1670万色(8ビットカラー), LEDバックライト | 13.3インチ 光沢ワイドスクリーン, 1280 x 800ピクセル(WXGA, アスペクト比16:10), 262,144色(6ビットカラー), CCFLバックライト | 13.3インチ 光沢ワイドスクリーン, 1280 x 800ピクセル(WXGA, アスペクト比16:10), 262,144色(6ビットカラー), CCFLバックライト | 13.3インチ 光沢ワイドスクリーン, 1280 x 800ピクセル(WXGA, アスペクト比 16:10), 約1670万色(8ビットカラー), LEDバックライト | 13.3インチ 光沢ワイドスクリーン, 1280 x 800ピクセル(WXGA, アスペクト比 16:10), 約1670万色(8ビットカラー), LEDバックライト |
| システムバス             | 800 MHz | 1066 MHz | 1066 MHz | 1066 MHz | 1066 MHz |
| プロセッサ               | 2.0 GHz or 2.4 GHz Intel Core 2 Duo (T8100/T8300)                                                                      | 2.0 GHz Intel Core 2 Duo (P7350)                                                                                         | 2.13 GHz Intel Core 2 Duo (P7450)                                                                                        | 2.26 GHz Intel Core 2 Duo (P7550)                                                                                         | 2.4 GHz Intel Core 2 Duo (P8600)                                                                                          |
| プロセッサ               | Penryn | | | | |
| メモリ メモリスロット2基 | 2 GB (1 GBx2) 667 MHz PC2-5300 最大:4 GB（非公式にはFirmware Update により8GB）                                        | 2 GB (1 GBx2) 667 MHz PC2-5300 最大:4 GB                                                                                 | 2 GB (1 GBx2) 800 MHz PC2-6400 最大:4 GB                                                                                 | 2 GB (1 GBx2) 1066 MHz PC2-8500 最大:4 GB                                                                                 | 2 GB (1 GBx2) 1066 MHz PC2-8500 最大:4 GB                                                                                 |
| GPU メインメモリと共用   | Nvidia GeForce 9400M 256 MB RAM 共用                                                                                   | Nvidia GeForce 9400M 256 MB RAM 共用                                                                                     | Nvidia GeForce 9400M 256 MB RAM 共用                                                                                     | Nvidia GeForce 9400M 256 MB RAM 共用                                                                                      | Nvidia GeForce 320M 256 MB RAM 共用                                                                                       |
| ハードディスク           | 160 GB Optional 250 GB, 320 GB or 128 GB SSD                                                                           | 120 GB Optional 160 GB, 250 GB, or 320 GB                                                                                | 160 GB Optional 250 GB, 320 GB, or 500 GB                                                                                | 250 GB Optional 320 GB, or 500 GB                                                                                         | 250 GB Optional 320 GB, or 500 GB                                                                                         |
| AirMac                   | Integrated 802.11a/b/g and draft-n (n enabled)                                                                         | Integrated 802.11a/b/g and draft-n (n enabled)                                                                           | Integrated 802.11a/b/g and draft-n (n enabled)                                                                           | Integrated 802.11a/b/g and draft-n (n enabled)                                                                            | Integrated 802.11a/b/g and draft-n (n enabled)                                                                            |
| スーパードライブ         | DVD+R DL 4倍速記録、DVD±R 8倍速読込、DVD±RW 4倍速記録、CD-R 24倍速記録、CD-RW 10倍速記録                               | DVD+R DL 4倍速記録、DVD±R 8倍速読込、DVD±RW 4倍速記録、CD-R 24倍速記録、CD-RW 10倍速記録                                 | DVD+R DL 4倍速記録、DVD±R 8倍速読込、DVD±RW 4倍速記録、CD-R 24倍速記録、CD-RW 10倍速記録                                 | DVD+R DL 4倍速記録、DVD±R 8倍速読込、DVD±RW 4倍速記録、CD-R 24倍速記録、CD-RW 10倍速記録                                  | DVD+R DL 4倍速記録、DVD±R 8倍速読込、DVD±RW 4倍速記録、CD-R 24倍速記録、CD-RW 10倍速記録                                  |
| 付属 OS (Mac OS X)       | 10.5.4 | 10.5.6 or 10.6 | 10.5.6 or 10.6 | 10.6 or 10.6.1 | 10.6.3 or 10.6.4 or 10.7.2                                                                                                |
| バッテリー               | 着脱式 45Wh リチウムポリマー                                                                                           | 着脱式 55 Wh リチウムポリマー                                                                                            | 着脱式 55 Wh リチウムポリマー                                                                                            | 内蔵 60 Wh リチウムポリマー                                                                                               | 内蔵 60 Wh リチウムポリマー                                                                                               |
| 質量                     | 2.04 kg | 2.27 kg | 2.27 kg | 2.13 kg | 2.13 kg |
| 寸法                     | 2.41x32.5x22.7 cm | 2.75×32.5×22.7 cm | 2.75×32.5×22.7 cm | 2.74×33.03×23.17 cm | 2.74×33.03×23.17 cm |
| 筐体                     | アルミニウムUnibody | ポリカーボネート (白色)                                                                                                  | ポリカーボネート (白色)                                                                                                  | ポリカーボネートUnibody (白色)                                                                                            | ポリカーボネートUnibody (白色)                                                                                            |

### Retinaディスプレイモデル
MacBook (2015-2017)を参照

## デザイン上・筐体の特徴

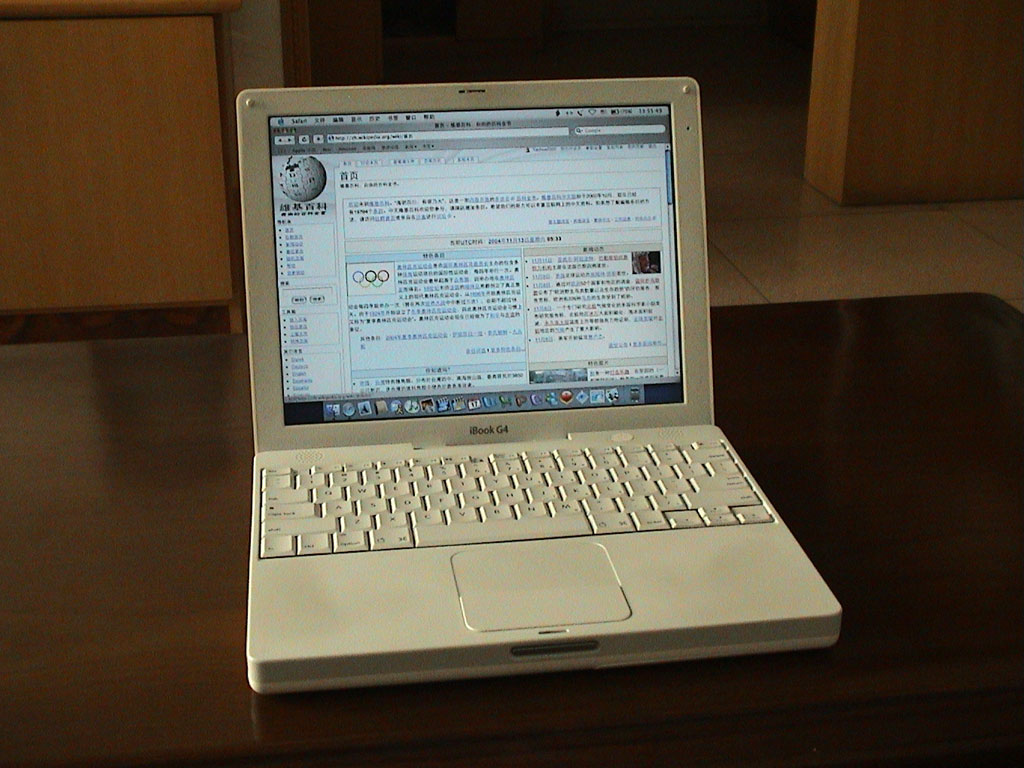
iBook

### iBookから継承されたデザイン
- 付属品のケーブル、アダプタなどは白が基調である。
- 2010年までのモデルは、
  - iBookと同様に液晶裏面に半透過のAppleマークがあり、液晶画面のバックライトで光る仕組みであった。
  - iBookと同様に光学ドライブを搭載していた。また、DVDへの書き込みが可能な光学ドライブ（SuperDrive）にアップグレードされた。
  - iBookと同様にAppleのMacの製品でポリカーボネートを全面的に用いた最後の製品であった。(ポリカーボネートを全面的に用いた最新の製品は iPhone 5c)

### MacBook Proと共通化されたデザイン

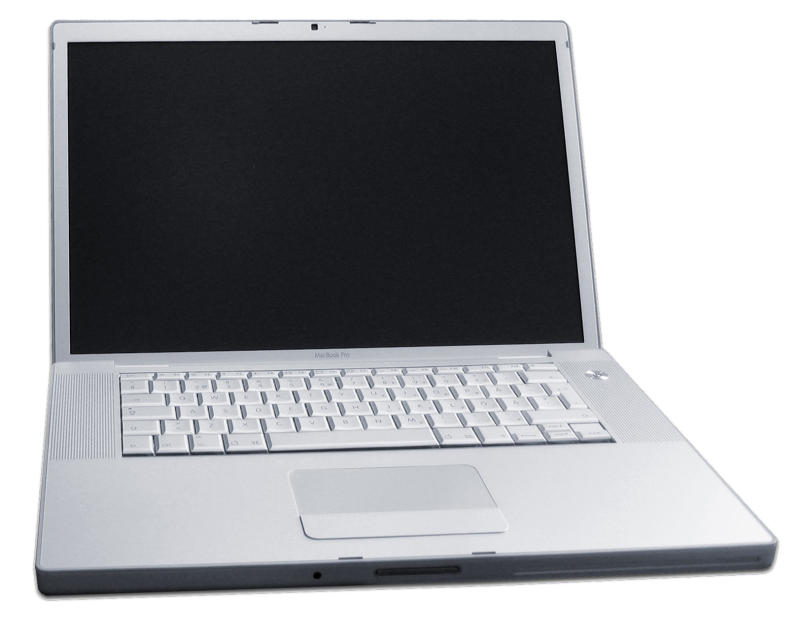
旧・MacBook Pro 15インチモデル

- 2010年までのモデルは、MagSafe電源コネクタの採用で、電源コードを不用意に引っ張ってもマシンを落下させる危険性が少なくなっていた。
- ゴム足は改良され、PowerBook、iBookより取れにくくなった。2015年モデルでも、MacBook Pro同様の改良されたゴム足を取り付けたが、ファンレス設計となったため、底面空隙のエアフローを考慮し2016年モデルからはゴム足が若干厚くなった。
- 高精細アルミニウムユニボディの機種では、バッテリ交換等の為、ボトムケースの一部が工具やコイン無しで容易に外せる構造になっていた。その後  MacBook Proでは、バッテリーは取り外しできなくなり、  2015年以降のモデルでは、同じように取り外しできない。
- 液晶パネル部を閉じる際の固定はラッチに代わり、液晶パネル内部の磁石と本体内部の鉄部品によって行われるため、開ける際にボタンを押す必要がなく、iBookやPowerBookであったラッチが壊れる問題が解消された。
- キートップへのいたずら防止（キートップを低くキーボード部分以外少し盛り上げてある）など、子供（主に幼稚園から高校生まで）の扱いに耐えられるレベルの設計がしてあるという。[23]これらの耐久性重視の構造はMacBook Proにも同様に採用されている。
- 2015年以降のモデルでは、
  - MacBook Pro同様DVDドライブとハードディスクが廃止され、SSDを採用した。当初からSSDは基盤にハンダ付けされた仕様で標準でNVMeにも対応しており、2016年以降のMacBook Proや2018年以降のMacBook Airにも採用されている。
  - MacBook Pro同様バックライトキーボードを装備した。
  - トラックパッドは感圧タッチを採用し、天板のAppleマークは光らないレリーフとなり、アイソレーションキー間の隙間の狭いデザインに変更された。これは、その後のMacBook Proに採用された。

### MacBook Proと異なった点
アルミニウムユニボディMacBook Proは、MacBookのアルミニウムユニボディモデルの上位機種として登場したため、見た目は似ていたが当初から異なった点があった。
- MacBookは前身のiBook時代からミニマル志向の機種であり、当初MacBook ProにあったFireWire 800, ExpressCardやSDメモリーカードのスロットは設けられなかった。

その後、2015年モデル以降は、さらにミニマル、省電力志向を強め、外部接続も電源共用のUSB Type-C端子とマイク・オーディオ端子のみ、放熱ファンを廃した先鋭的なモデルとして登場した。

### MacBook Airに引き継がれた点
- 2018年モデルのMacBook Airの登場により、AppleがMacBookの価格設定に強気な姿勢だったことも相まって、2015年モデル以降のMacBookの時代が早すぎたミニマル志向は逆に仇となった。その後、MacBook Airは今までのintel i5 U 搭載から、MacBookとおなじくintel i5 Yシリーズの省電力CPUを採用したことで、ファン冷却機構で高性能を目指したMacBook Airと真向から競合することとなった。

2019年モデルのMacBook ProとMacBook Airが実質的に値下げされ、2017年からモデルチェンジしないままMacBookは販売終了となった。

### iPadとの共通点
- 2015年モデル以降、天板のデザイン、カラー展開をiPadと共通化している。

## 初期モデルでの不具合
以下は、2006年5月から11月にかけて販売されていたIntel Core Duoを搭載した初期モデルでの不具合である。

### 変色
- 2006年6月、購入から数週間の利用で、パームレストがひどく手垢がついたように変色する事例が報告された。原因については不明だが、ユーザーの間では、熱による変色や素材により汚れがたまりやすくなっている可能性が議論されている。

※OSを起動した状態のまま放置した場合でも、本体左側の裏表が特に熱くなるためこの議論を誘発していると思われる。(摂氏40度程度。iBookなどでも同様のことは起きる。)
- 2006年7月27日、変色問題に対し、Appleより「変色が生じた場合はサポート窓口へ連絡すること」と案内されている。

対象の場合は、パームレスト／キーボードのパーツが交換される。
Mac miniにも言えることであるが、白の筐体はプラスチック部分が黄ばみやすいので、不使用時は暗所にしまうか、カバーなどで覆っておくと良い。
Apple - サポート - TIL :ホワイトMacBookのパームレスト部分について

### 電源の停止
- 2006年6月、利用中突然電源が落ちる場合があると一部のユーザにより、掲示板（日本、米国、その他）などで報告されている。

これは、利用時間や機器の温度に無関係で発生しているようで、ロジックボードやヒートシンク、電源モジュールの不良の可能性が議論されていたが、センサーケーブル皮膜が熱で溶解することによるショートが原因であると思われる。Appleからのアナウンスでは、通常修理にて対応されている。
2006年10月26日、内部監視システムを改善して突然システム終了する問題に対応するというMacBook SMC Firmware Update 1.1が発表された。
MacBook:断続的にシャットダウンする
Apple - サポート - ダウンロード - MacBook SMC Firmware Update 1.1

### その他の代表的な故障
- パームレスト部分の天板の強度不足のため、天板の部分にヒビが入りついには、割れてしまう事例が報告されている。ひび割れ（MacBook 2008 Early 以前のWhite,Blackモデル）

通常使用でも起こるため設計強度の問題が指摘されている。
2007.4時点で保証期間内でも保証外という方針だったが、あまりに多発したことで、フリッカーなどにも写真が多数掲載され、http://flickr.com/groups/crackedmacbook/pool/ 
2007.8あたりから方針転換し、公表していないが保証期間でなくても、店頭持ち込みにて無償修理になったようだ。（購入後5年以内の場合に限り対応してくれるとのこと(appleサポート2014/01/30確認)）

## バッテリ交換プログラム
一部、バッテリが認識されない、バッテリが充電されない、バッテリパックが変形している等、バッテリ不具合により、バッテリー交換プログラムが発表されているが、「2009 年 5 月 31 日現在、このプログラムは終了しております。」と記載されている。

## MacBook下部ケース交換プログラム
MacBook (Late 2009)において、ボトムケースのラバーが剥がれる不具合があり、購入から4年間以内のものは無償交換対象。

## キーボード構造
キーボード構造の採用は、
- バタフライ構造： MacBook (Retina, 12-inch, Early 2015) 以降

## キーボード修理プログラム

### MacBook Retinaディスプレイモデル、キーボードの不具合
- MacBook (Retina, 12-inch, Early 2015)
- MacBook (Retina, 12-inch, Early 2016)
- MacBook (Retina, 12-inch, 2017)

で、勝手に反復入力される、入力した文字が表示されない、キーのレスポンスがおかしいなど、キーボード不良が生じた場合、販売日から4年間無償修理が実施される。
- MacBook および MacBook Pro キーボード修理プログラム

## 訴訟
2007年5月、採用していた液晶パネルが6ビットカラー（262,144色）にも関わらず、数百万色表示と発表していたため、集団訴訟を起こされた。